# Willow Bunch
Willow Bunch är en ort i Kanada.   Den ligger i provinsen Saskatchewan, i den södra delen av landet, 2 300 km väster om huvudstaden Ottawa. Willow Bunch ligger 778 meter över havet och antalet invånare är 286.
Terrängen runt Willow Bunch är lite kuperad. Trakten runt Willow Bunch är nära nog obefolkad, med mindre än två invånare per kvadratkilometer.. 
Trakten runt Willow Bunch består till största delen av jordbruksmark.